# 复旦黄山门事件
复旦黄山门事件也被称作复旦18驴事件，是指2010年一名警察为营救迷路驴友而殉职的事件及其引发的一系列争议，因驴友大多为复旦大学在校学生和校友而得名。2010年12月12日，由18名驴友组成的登山队在黄山迷路，当地警方展开大规模的连夜搜救，在下山过程中黄山市公安局温泉派出所民警张宁海不幸殉职，而登山队员全部安全获救。之后以一名记者通过微博指责获救者“冷血”为开端，随着不断有新的爆料出现，引发了中国媒体的持续关注和网民大规模的讨论，此事件中登山队员、复旦大学生、政府部门的表现成为舆论焦点，其影响远超过民警殉职事件本身。

## 营救事件经过

### 组队
2010年12月2日，一条“野黄山穿越活动”的召集帖，在复旦大学日月光华BBS的Outdoor（户外版）上发出，吸引了不少户外爱好者的关注，同时也被转载到了人人网。
登山队最终召集了18名驴友，其中10人为复旦大学在校学生，4人为复旦校友，另外4人为校外人员，年龄在18岁至27岁间，都是户外运动爱好者。登山队的领队为复旦大学2009届毕业生侯盼，队员中有复旦大学登山协会会长杜彬。登山队计划于2010年12月10日至12日游览“野黄山”，即黄山风景区尚未开发的地域，这些地域没有门票与围栏的限制，也没有指示牌。
登山队在出发前作了一定准备，拥有等高线图、指南针、对讲机、安全绳、急救药品、“GARMIN 60CSX”GPS等装备。

### 受困
12月10日下午7点30分，登山队乘车从上海出发，于11日凌晨3点进入黄山黄帝源景区，之后开始登山。11日中午12点，领队侯盼不小心将GPS掉进了水里，之后无法使用，登山队员们只能依靠等高线地图和指南针行进，并且在当天完成了预定的行程。
12月12日的凌晨开始下雨，队员们在早晨8点40分整理好营地，开始下山，由于道路开始变得泥泞和难以辨认，他们很快发现走错了路，并集体返回了最初的营地。之后他们派出了队员往两头分别探路，并找到了一条自认为正确的道路，但是大约当天下午1点钟左右，队员们开始认为自己走错了路。在下午4点左右，在队伍最前方探路的压队唐清威告诉众人：前方是绝壁，已经没路了。于是赶在天黑前，他们到达一个河谷中休整。
有队员开始建议报警求援，但也有队员认为食物还足以再过一夜，到第二天天亮后继续找路，不用报警。最后经过商议后，登山队决定报警，他们分别向上海警方和黄山警方报警，并且通知了紧急联系人和亲友。大约半个小时后，黄山警方的确认电话就打到了一名队员的手机上，警方询问学生们的具体情况，并告诉学生们：不要离开，等待救援。

### 救援
12月12日下午6点，最先接到报警的黄山风景区公安局云谷寺派出所，将登山队被困的消息报告了黄山风景区公安局，之后上海与安徽两地的公安部门联合行动，黄山市组成了一支专门的救援队开始全黄山范围的紧急搜救，出动了黄山风景区公安、武警、消防等共230余人。尽管当地有“夜不上黄山”惯例，搜救队还是连夜展开了行动。在12月13日凌晨2点半左右，有一路搜救队队员发现了登山队的踪迹，随后陆续有十多位搜救队队员赶到，搜救队员开始和登山队员一起下山。
队伍开始下山，但仅仅5分钟后，即12月13日凌晨3点26分，民警张宁海因路滑而坠下山崖（后被证实头部严重受伤而死亡）。在凌晨4点半，队伍稍作休整，一些队员开始知道张宁海死亡的消息。登山队最终于早上10点离开了山林，抵达翡翠谷景区，被安排在宾馆休息。在下午4点，张宁海的遗体被救援队从山谷中抬了出来，登山队员对遗体作了简短的告别仪式后乘车离开，并于当天深夜回到上海。

### 时间表
| 日期     | 预定行程（UTC+8） | 实际行程（UTC+8）                                                                             |
| -------- | --- | --------------------------------------------------------------------------------------------- |
| 12月10日 | 19:00 复旦大学正门发车。                                                                                                   | 按预定行程。                                                                                  |
| 12月11日 | 02:30 到达黄山脚下，直接上山。 16:00 到达通天塘营地，晚上扎营。                                                            | 按预定行程。 12:00 GPS进水发生故障。                                                          |
| 12月12日 | 06:30 起床，早饭。 07:15 登百老峰顶，下撤后拔营。 10:00 开始下山。 17:00 到达山下翡翠谷，出山，上车。 23:00 抵达复旦大学。 | 08:40 开始下山。 16:00 发现可能迷路。 18:00 短信求救，扎营等待救援。 21:00 黄山民警出发搜救。 |
| 12月13日 | | 02:40 民警找到失踪学生。 03:26 出山途中民警坠崖。 10:00 登山队出山。 17:30 离开黄山市。       |
| 12月14日 | | 00:30 登山队回到上海。 01:47 10名在校生抵达复旦大学。                                         |

### 追悼活动
2010年12月15日，复旦大学的学生们为牺牲的警察张宁海举行了悼念活动，学生们用蜡烛摆好了大小两个心型图案，挂出了一条白底黑字的横幅：“向张宁海同志致以深切哀思，英雄一路走好！”现场志愿者手捧菊花，向前来悼念的同学们发放。
12月17日，警察张宁海的追悼会在黄山市殡仪馆举行。上千名张宁海生前的亲友以及来自安徽、上海的各界人士参加了追悼会。张宁海生前所在的工作单位黄山风景区管委会及黄山市政法委、复旦大学、家乡太和县的代表作了悼念讲话。追悼会上还宣读了关于追认张宁海为中国共产党党员、革命烈士，追授“安徽省五四青年奖章”的三项批复和决定。黄山市和上海市的政府官员也参加了吊唁仪式。
在张宁海的追悼会举行的同时，复旦校园内追思活动在燕园草坪上举行，燕园世纪钟敲响以表达对烈士的哀悼。登山队中获救的16人到场，另2人则亲自前往黄山参加了遗体告别仪式。

## 后续发展与争议
起初媒体聚焦于登山队对民警殉职有无责任的话题，但随着一些爆料的出现，在中国引发了越来越多的争议和讨论，网民开始将矛头指向转向学生事后的表现，称其“冷血”，继而推广到对中国教育的反思。报纸杂志持续跟踪事件的发展，在电视上也出现了众多的专题和评论栏目，同时也有一些英文媒体以Huangshan Incident Gate等为标题进行报道。

### 获救者态度冷漠的质疑
2010年12月14日，安徽的一名记者在采访结束后在微博上发以“淡淡esse香”的网名发文，指责获救者的淡漠和冷血，之后一些舆论开始对登山队发出声讨声。微博中说：“下午采访时，复旦学生冷漠的样子让我心寒。他们甚至连张宁海的追悼会都没参加，就匆匆回去了。”微博中又说，张宁海的遗体被搜寻出来，抬下山的时候，18个复旦大学生，并不是像报纸写的那样痛哭流涕，他们很平静。“甚至连我们的采访都是追着问的，他们说要回上海。一路跟到他们临行的车前，一个男学生过来说，不好意思，要上车了。接着，把车门重重地关上。”这位记者说，那一刻，有些东西比天气还冷。
另有照片显示，获救队员为遇难民警致哀时，有队员将手都插在口袋里，被一些网友批评为连基本的尊重都不懂。
12月17日，在张宁海的追悼会上，有一名获救学生表示：“我们当时只想着怎么尽快回上海了，对张警官的死的确淡漠了。”而有获救者在追悼会当场下跪。登山队领队侯盼在接受访问时痛哭，并表示“愿意接受指责”，网友也人肉搜索出了他的个人信息，当时他每天会收到上百条咒骂他的短信。12月18日，侯盼发表了道歉信，信中说：“刚从黄山回到上海的时候，我们没有勇敢地在舆论面前站出来，没有勇敢地表达我们对张警官的感恩和对一份因我们的自大而失去的生命的敬意。反而放纵内心去逃避良心的谴责，将我们的歉意搁置一边，一拖再拖，直至现在，酿成了无法挽回的错误。”
而一位获救学生发帖称，现在不该只是互相谴责，应该理性地解决问题，“捐款是第一步要去做的，并要确保捐款要交到张宁海父母的手中。之前有朋友建议说捐200万元，我们18个人分，我觉得这个建议其实很好，但抱歉的是，目前这个数目还不太实际，但可以作为未来的长远目标。”获救的18人还集体在网上开设了一个名为“悼念张宁海烈士”的微博，领队侯盼则辞了工作，专心处理张宁海的善后事宜。
面对指责学生获救后过早离开，连张宁海的追悼会都没参加的质疑，复旦大学表示，当天离开是上海市有关部门和学校联合做的决定，不是学生的要求。原定当天下午4点时出发回上海，但是应学生要求，等到烈士遗体运下山，见了最后一面，鞠躬后才离开。

### 获救者承诺未兑现
2021年5月18日，网易号作者“深後”发表《“复旦十八驴”作孽11年后：承诺照顾烈士老父亲，却发现独自住院》的文章，称张宁海烈士父亲生病独自住院，无人照料。复旦18驴（侯盼、唐清威、杜彬、史美寅、施承祖、周飞、石翔、丁远彤、梁嘉劲等）很明显未兑现承诺。

事情发生在4月26日。这一天，合肥市第一人民医院微创外科来了一个特殊的病人。
　　“患者是双侧腹股沟疝来住院手术，这样的情况家里一般都会有亲属来陪护，他是一个人提着行李来办的住院手续。”
姚春副护士长回忆第一次见到张培伦老人的情景。双侧腹股沟疝手术其实难度不大，成功率也很高，但患者是一位老人，而且没有家属陪护，就有点不符合“规矩”了。对此张培伦老人在入院登记时说，自己有一个老伴，不过年前摔断了腿，只能靠拐杖走路，所以为了不让老伴奔波，来住院也是瞒着的。那有没有子女呢？术后护理可是离不开人。面对护士的询问，张培伦没有回答，只是掏出随身携带的手机，不知道翻阅什么。察觉到了老人的难言之隐，医院表示理解。毕竟在医院，各种各样的家庭关系都有可能发生。于是在张培伦手术成功返回病房后，医护人员一起将他抬到病床上，还义无反顾当起了“临时亲属”，轮流帮忙买饭，提供生活照料。为了让张培伦恢复的更好，科里特意给他安排了一位从业多年的护理人员，专门负责术后护理。拉拉家常，听听新闻，就这样在医护人员的细心照料下，张培伦身体迅速恢复，5月6日就完全康复，准备出院。
出院这一天，见老人还是没有亲人来接，医院有点不放心。
老人这才说出了自己的特殊情况：
原本有一个儿子叫张宁海，但是牺牲了。

### 危机公关论
有两个帖子的出现引发了媒体和网友的批评，指责复旦大学生冷血，这两个帖子分别被称作“夺权帖”和“媒体控制帖”，而随后在一些主流媒体上出现的为复旦学生进行辩护的文章，使得争论进一步升级。
“夺权帖”是微博的一个截屏，展示了获救的登山队员杜彬（同时也是复旦大学登山协会负责人）和原登山协会会长石翔在人人网上的对话，石翔提醒杜彬“要学学危机公关”，“你要学着去建立秩序，去控制老人，去协调关系，去利用资源。”这个帖子引起了网友的广泛讨论，被指有借助此事件从老人那里夺权的嫌疑。杜彬之后回应称：“石翔只是为了安慰我，让我渡过这个难关，这只是我们登协老人和新人之间的问候而已。”他还表示：“我觉得我们没冷漠。一些媒体的报道不是很公正。其实我们一开始也曾想先不回上海，先去看张宁海警官的家属，但学校要求我们必须尽快返校。”
“夺权帖”中的截屏摘录

石翔：好好跟着赵震他们学学危机公关。经过这次，登协就是你的了

杜彬：恩，这次还得靠你们，我经验太不足了

石翔：你要学着去建立秩序，去控制老人，去协调关系，去利用资源。这是这个协会可以给你的，同时也是你该给这个协会的

杜彬：先度（渡）过这次难关吧......

另一引起巨大争议的“媒体控制帖”则是转载于天涯论坛的几封在复旦大学内部的日月光华BBS站内信。面对事件已经引发的一系列争论，信中并未表露出反思，而是讨论如何控制媒体和进行危机公关。信中说：“这次事件看出了复旦在新闻媒体的控制力有所下降”、“复旦的新闻人若能在更广泛的媒体上客观地报道这件事，针对复旦的情绪就会很快消失。”信中还赞扬了一篇由复旦毕业生所撰写的“效果最好”的报道，并给出了学校领导和学生所应采取的危机公关的建议。论坛中另有发言指“最不负责任的表现是警察在找到队伍之后，要求立即下山，这是导致了张宁海警官坠崖最大的原因，而当时的情况完全不适合下撤，做这个决定的人才是最大的责任人。”
“媒体控制帖”中的截屏摘录

发信人: ciang (silence), 信区: FDU_Development

标 题: Re: 13日下午复旦校方关于复旦学生被困黄山的补充说明

发信站: 日月光华 (2010年12月14日11:51:01 星期二), 站内信件

这件事经过很清楚，我个人认为没有什么可争吵的，还是说一点版面相关内容：

1，安徽历来是复旦的友好省份，有相当多的共建研究院和优质生源，趁这次机会要把以前的关系巩固起来，给以后的进一步发展打基础。因此还是要多带几个院长和系主任去，也可以让人看出诚意来。方式上可以再讨论，但化坏事为好事必然是最终目标，也考验校方的公关水平。

2，这次事件让人看出了复旦在新闻媒体的控制力有所下降，我建议新闻专业的毕业生可以多去一些新民晚报新闻晨报，不要全都集中在文汇报和解放日报里，新民晚报教科卫版可是有一个常年打压复旦的钱姓女记者的，这种晚报的阵地还是要多占领，党报的人数则可以适当减少。目前对复旦效果最好的一篇新闻来自东方早报，就是一名复旦的毕业生的稿子。

这次事件的根本原因在于公共品的提供和个人自由的矛盾，也是中国收入差距扩大必然经过的一个阶段，没有什么可讨论的，在这个版面还是谈论和复旦发展有关的话题为好。只是建议。

在12月16日，《中国青年报》刊登了一篇名为《警察搜救驴友纵有牺牲也天经地义》的文章说，警察“为人民服务，乃至牺牲都是责任所在。”烈士张宁海的“牺牲体现了警察为人民服务的职业精神。而上海驴友获救，也是他们应得的权利。”文章作者杨于泽随后被网友指出正是复旦大学中文系92级毕业生，“天经地义”的说法引起众多网友抨击，与之前复旦大学论坛上“控制媒体”的言论相联系，使声讨进一步加剧。
面对外界的质疑，复旦大学官方微博回应称：“当事个别同学的言论哪怕是一时无心，也确实是不负责任和不妥当的，我会严肃地告诉我今后所有的学生，内心的道德感和责任感是你在复旦拥有尊严和骄傲的前提。但请相信，这不代表多数当事同学，也绝不代表大多数复旦人的态度和心情。”复旦大学校长杨玉良表示：“我们的大学要好好反思，我们的教育制度也应该多找找自己的弊病，光重视知识培养，不加强德才教育，这样教出来的人比没有文化的人对社会危害更大。”

### 营救决策的质疑
《成都商报》一篇被广泛转载的报道指称，政府考虑被困者是名校大学生后，不计代价命令警方兴师动众地半夜上山搜救，暗指政府也要为民警殉职事件负责。报道说，在登山队困于山中后，上海调集了直升机待命，还派出专业的救援队连夜赶赴黄山，此时距报警还不到一个小时。黄山市政府接到了“18名复旦学生被困黄山，情况紧急。”的消息后，市长亲自询问向导情况，尽管向导指出了夜里上山的危险性，但指挥部还是迅速下达了连夜突击搜索的命令，从接警到第一批突击队员出发，一共只有3个小时。报道认为，由于登山队的状态相对安全，且无人受伤，属于遇险中较轻微的险情，但政府却按照国际上的顶级救援级别来应对。一位参与救援的警察表示，因为被困者是复旦大学的学生，身份特殊，引起了各级领导的重视，基本就只能是不计代价救援，不计条件，不计后果。
报道还指出，警方的救援的决定受到权力人士的影响，被困学生曾报警3次均未获得立即救援，但一条发给“二姨夫”的内容杂乱的求助短信惊两地高层（短信内容为“黄山，GPS30’07.696。118’11.694。救命，有18个人”）。黄山警方因为“二姨夫”的影响力，因此在受困人员无人受伤且无重大危险，受困位置明确的前提下打破“夜不上黄山”的惯例，在雨夜强行展开救援。
这篇报道因广泛传播而引起了不小的反响，之后上海市公安局的网站上发出声明：文章的报道内容严重失实，上海警方在整个接处警过程中，没有接到过任何与被救援人员有关联的所谓“有影响力”人的报警。上海市公安局指挥中心的记录显示，上海警方共接到5次报警，其中2次是“二姨夫”。也有媒体采访了“二姨夫”本人，其实是个体户，并不存在报道宣称的巨大影响力。中共中央宣传部则将报道定为“假新闻”，撰写该报道的记者龙灿也被报社辞退。

### 逃票质疑
一些网友质疑登山队不从常用路线进入黄山，是为了逃避门票，指出他们所走路线与常见的“逃票攻略”路线相似。黄山风景区管委会相关负责人指出，登山队被困的地方是黄山最险峻的山路之一，属于未经开发的区域，四周都是悬崖陡峭，即使是当地人也很少走这条路，当地曾明令禁止私自探险，登山队的行为属于擅自进入。登山队中的一位不愿透露姓名的成员表示：“虽然这次没有买票，但我们不是为了逃票，而是寻求一种探险的刺激。这条探险线路我们中还有人走过，当时感觉挺安全的。没想到这次会迷路。”

## 相关作品
2024年播出的电视剧《猎罪图鉴2》“天坑审判案”部分改编自复旦黄山门事件。事件发生于主线剧情的十年前，一群驴友在村民常枫和妹妹小娟的带领下登上丰都山，观看“云蒸霞蔚”的奇景。众人在登山途中遇险，得到常枫的营救，但小娟坠崖失踪。获救的众人不仅未对常枫兄妹表达感谢，反而在十年后小娟尸骨被发现时，在接受警方讯问前进行串供，否认兄妹二人的救助，对小娟之死无动于衷，间接促使常枫设下杀人陷阱。